# Klappbrücke

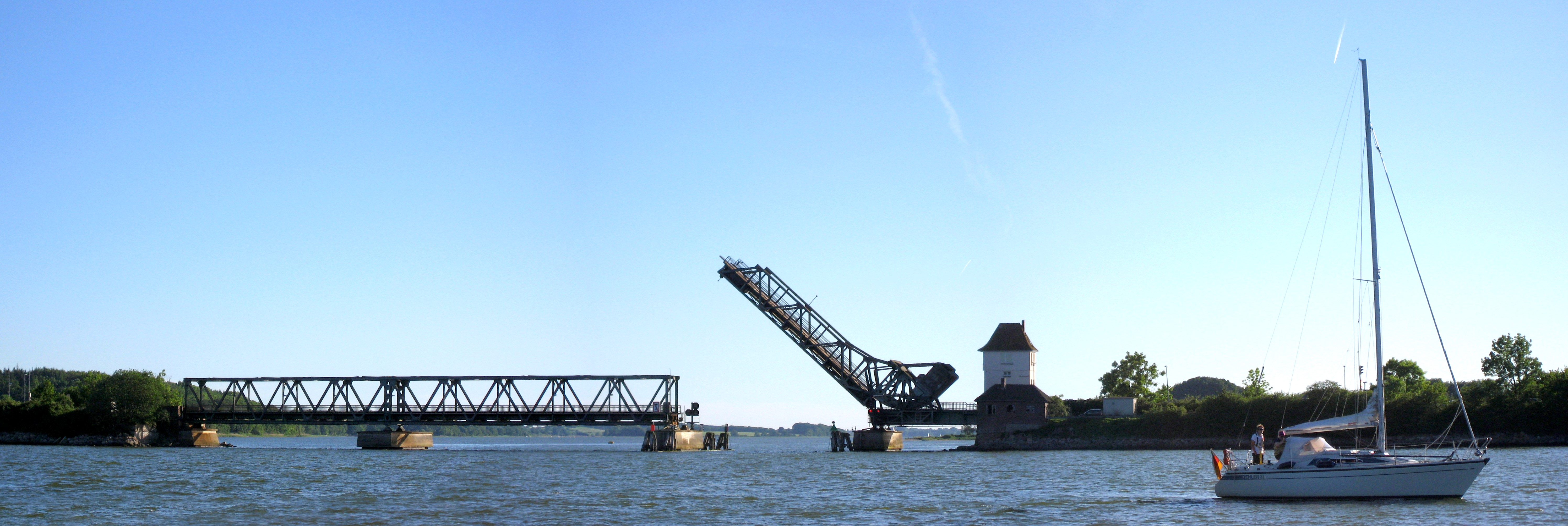
Lindaunisbrücke über die Schlei im geöffneten Zustand

Animation einer Klappbrücke

Eine Klappbrücke, auch Basküle-Brücke genannt,  ist eine bewegliche Brücke, die andere Verkehrswege – häufig Schifffahrtswege – überquert, die nur gelegentlich eine größere Durchfahrtshöhe erfordern. Der bewegliche Tragwerkteil (die Klappe) ist dabei um eine horizontale Achse drehbar gelagert und mit unter dem festen Brückenteil liegenden Hinterruten ausbalanciert. Die Klappbrücke ist damit leichter zu bewegen als die Zugbrücke, da hier nur der Reibungswiderstand des Triebwerks (z. B. Handwinde und Zugkette oder -seil) zu überwinden ist.
Die längste Klappbrücke Deutschlands ist die Jann-Berghaus-Brücke bei Leer mit einer Gesamtlänge von 464 m, wobei die Rethe-Klappbrücke in Hamburg eine längere freie Spannweite von insgesamt 104,2 m hat. Die größte Klappbrücke ist die Porta d’Europa mit einer Stützweite von 109 m im Hafen Barcelonas.

## Typen

### Holländerbrücken

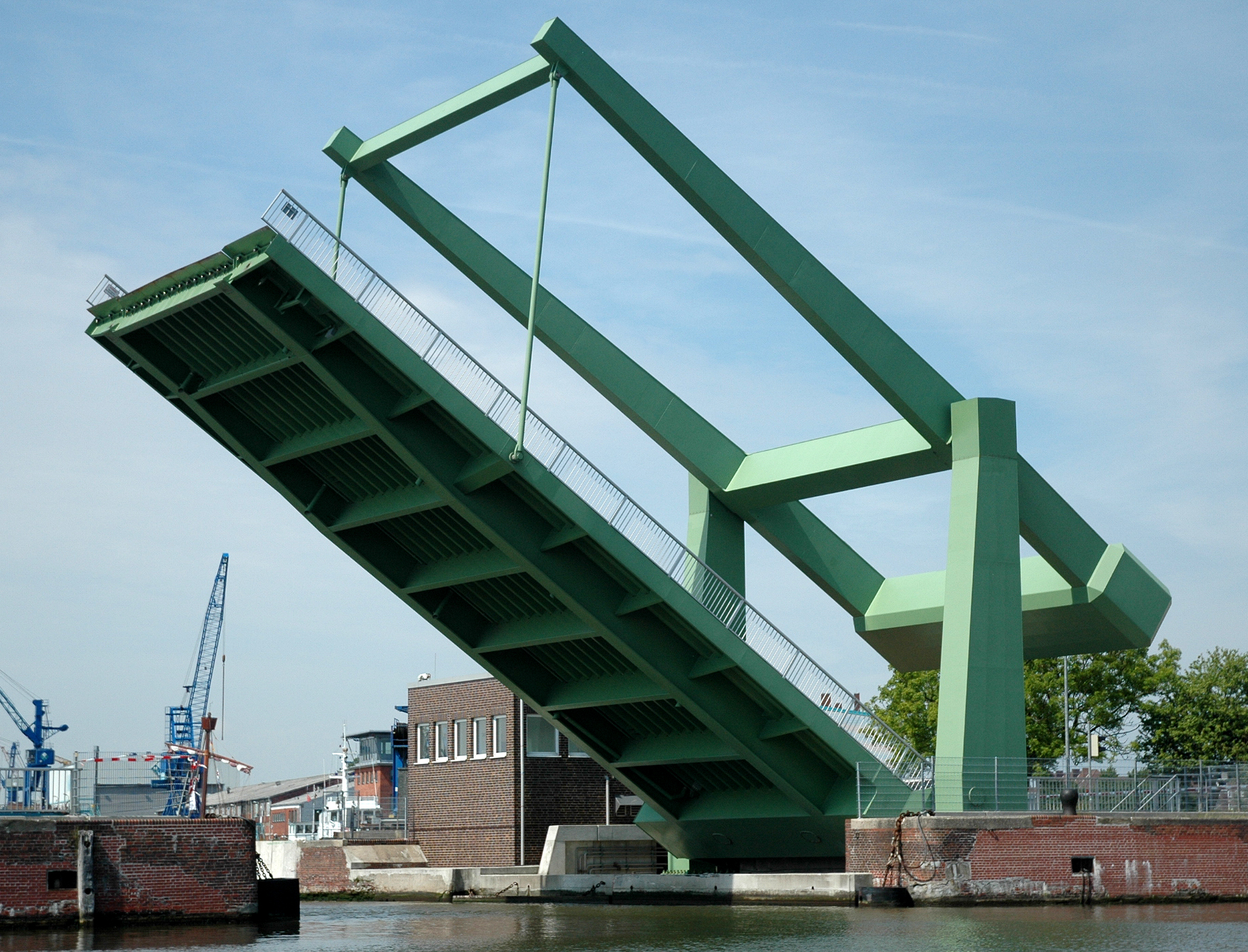
Holländerbrücke in Bremerhaven

Bekannt sind Holländerbrücken mit ihrem hoch angebrachten Gegengewicht, wie sie z. B. van Gogh in einigen Bildern verewigt hat, so z. B. die Brücke von Langlois in der Nähe von Arles (gebaut 1820–1830). Eine weitere Holzklappbrücke dieser Bauart aus dem 19. Jahrhundert ist die noch in Betrieb stehende Wiecker Brücke bei Greifswald (gebaut 1887).

### Klappbrücke mit tiefliegendem Gegengewicht

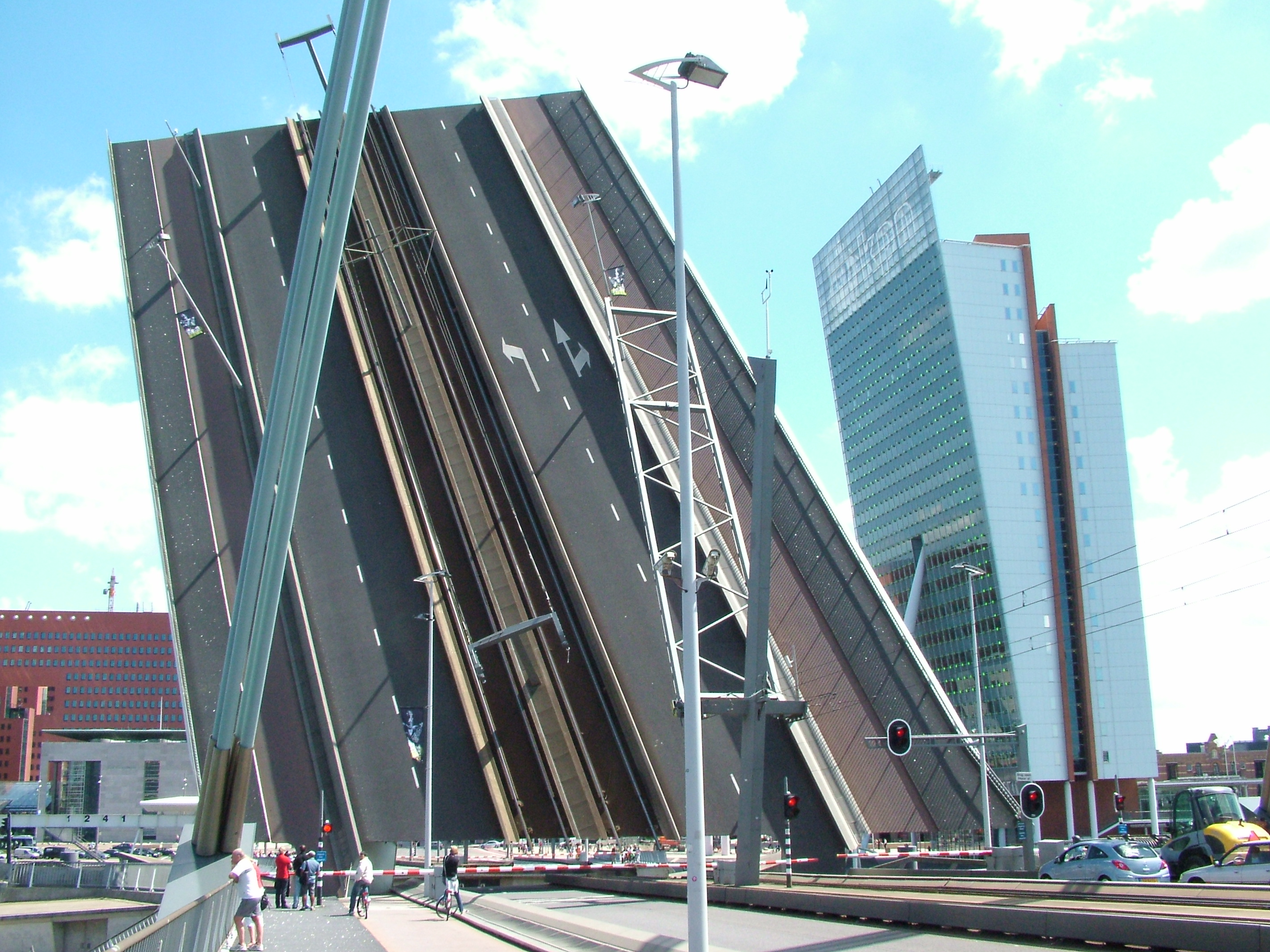
Erasmusbrücke in Rotterdam (Klappbrücke mit tiefliegendem Gegengewicht)

Diese Bauart von Klappbrücken, auch Zapfenbrücken genannt, ist in Chicago besonders häufig anzutreffen. Der Überbau dreht sich um Zapfen im Uferbereich, hinter den Zapfen befindet sich das mit dem Überbau verbundene Gegengewicht zum Ausbalancieren des Brückendecks. Beim Öffnen der Brücke senkt sich das Gegengewicht in den Brückenkeller unter dem Straßenniveau ab, in dem sich auch der Antrieb der Brücke befindet. Vorteil dieser Bauart ist der einfache mechanische Aufbau, dafür ist die Fundierung des Brückenkellers im Uferbereich aufwändig und die unter dem Straßenniveau liegenden Teile sind nicht vor Überflutung geschützt.

### Faltbrücken

Animation einer Faltbrücke

In Chicago stand eine Faltbrücke an der Canal Street.  Sie hatte eine Durchfahrtsweite von 20 m, die Brückendecks waren in der Mitte angelenkt und falteten sich beim Öffnen auf die halbe Länge zusammen. Die Brücke wurde aber bereits 1903 durch eine Rollklappbrücke ersetzt.
In Kiel führt eine Drei-Feld-Klappbrücke über die Hörn.

### Schwing-, Wipp- oder Rollklappbrücken

Animation einer Wippbrücke

Eine andere Brückenart zeigt Klappen, die nach dem Auflager bogenförmig geformt sind. Die Klappen drehen sich bei der Aufrichtung nicht nach dem Vorbild der typischen Klappbrücken um eine Achse, sondern wälzen das Kreissegment auf einer horizontalen Bahn ab. An den Kreissegmenten links und rechts befinden sich Zähne, die durch auf dem Niveau des Verkehrsweges angebrachte Zahnstangen geführt werden. Diese Brückenart wird als Schwing- oder Wippbrücke bezeichnet. Nachteilig bei dieser Bauart ist der beim Öffnen durch das Abrollen der Brücke auf der Fundierung wandernde Schwerpunkt, der gegenüber anderen Bauarten eine massivere Fundierung nötig macht.
Durch ein über der Zufahrt zur Brücke liegendes Gegengewicht kann der Schwerpunkt des beweglichen Überbaus nahe an die Drehachse gelegt werden. Dadurch wird das Gewicht des Brückendecks so ausbalanciert, dass die Kraft für das Öffnen und Schließen des Brückendecks nur die Wälzreibung auf den Zahnstangen und ein kleines zusätzliches Drehmoment überwinden muss, das dafür sorgt, dass beim Öffnen und Schließen stets dieselbe Zahnflanke an der Zugstange im Eingriff mit dem Antriebsritzel steht und es zu keinen Zahnflankenwechseln kommt.
Der amerikanische Ingenieur William Donald Scherzer entwickelte eine spezielle Bauform, die Rollklappbrücke, bei der der Antrieb am Drehpunkt des Systems ansetzt und diesen horizontal verschiebt. Scherzers Modifikationen sind daran erkennbar, dass anstelle der Zähne am Kreissegment Zahnräder im Drehpunkt installiert sind, der sich je nach Größe der Brücke in einigen Metern Höhe befindet. Die Zahnstangen sind dementsprechend auf einer Unterkonstruktion in der Höhenlage des Zahnrades montiert. Bekannte Beispiele dieser Bauweise sind Pegasusbrücke und Pamban-(Eisenbahn-)Brücke.
Die folgenden Fotos zeigen den Unterschied zwischen Schwing- oder Wippbrücken und den Rollklappbrücken vom Typ Scherzer. Links ist das gezähnte Kreissegment und die auf dem Niveau des Verkehrsweges angebrachte Zahnstange der Eisenbahnbrücke zwischen dem Alten und Neuen Hafen in Bremerhaven zu sehen. Rechts die auf etwa halber Bauhöhe verlaufende Zahnstange und das dem Antrieb dienende (schwarze) Zahnrad der Custom House Quay Dock Bridge vom Typ Scherzer in Dublin.

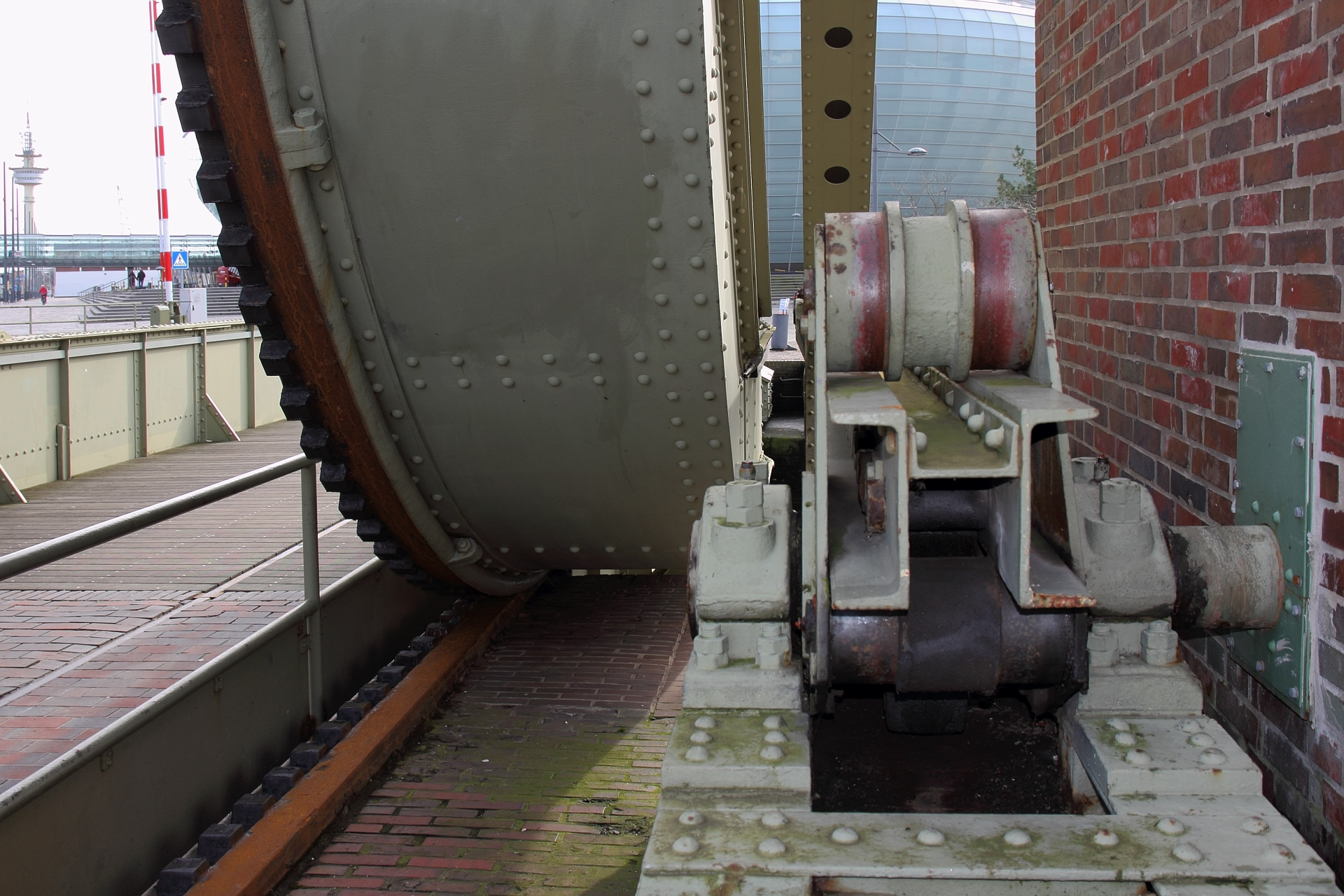
Schwing- oder Wippbrücke
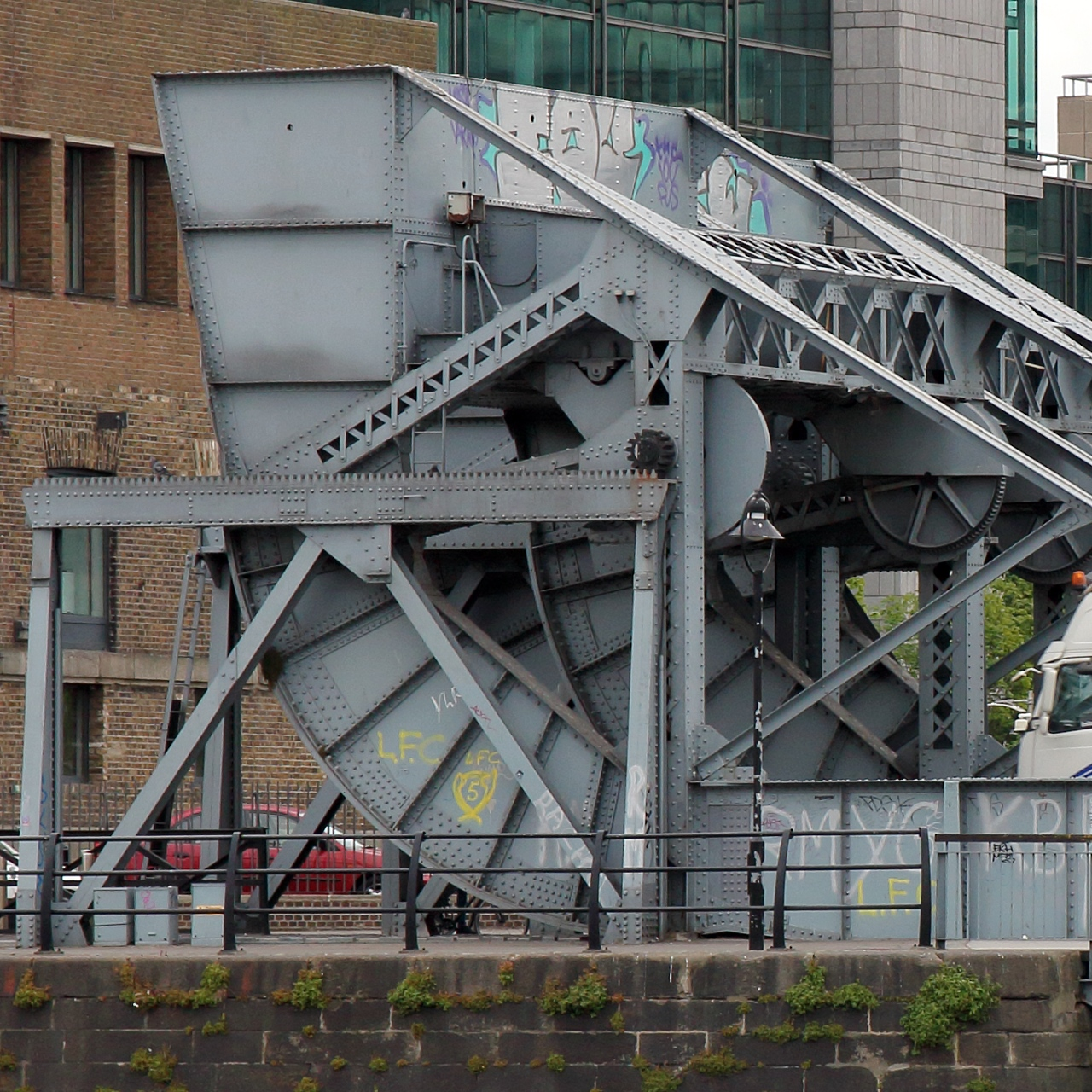
Rollklappbrücke vom Typ Scherzer

### Strauss-Klappbrücken

Animation einer Strauss-Klappbrücke mit zwei beweglichen Brückendecks. (Henry Ford Bridge von 1924)

Die vom US-amerikanischen Ingenieur Joseph Baermann Strauss  entwickelten Bauart verwendet zwei Drehzapfen – einer für das Brückendeck, einer für das Gegengewicht. Dadurch kann der Nachteil der Verschiebung des Massenschwerpunkts beim Öffnen einer Rollklappbrücke begegnet werden, dafür ist eine kompliziertere Mechanik notwendig.

## Klappbrücken in aller Welt (Auswahl)

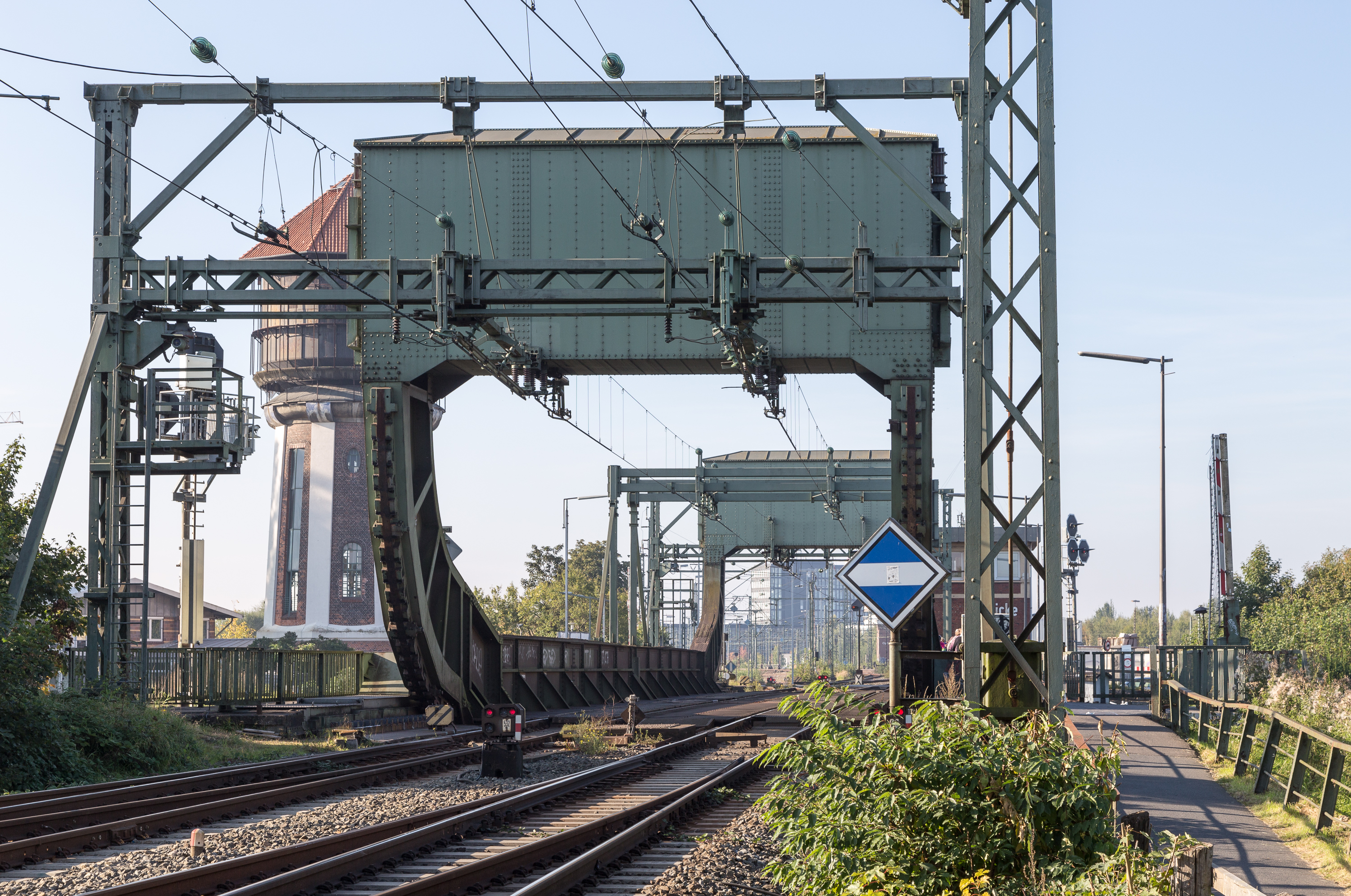
Eisenbahnbrücke in Oldenburg
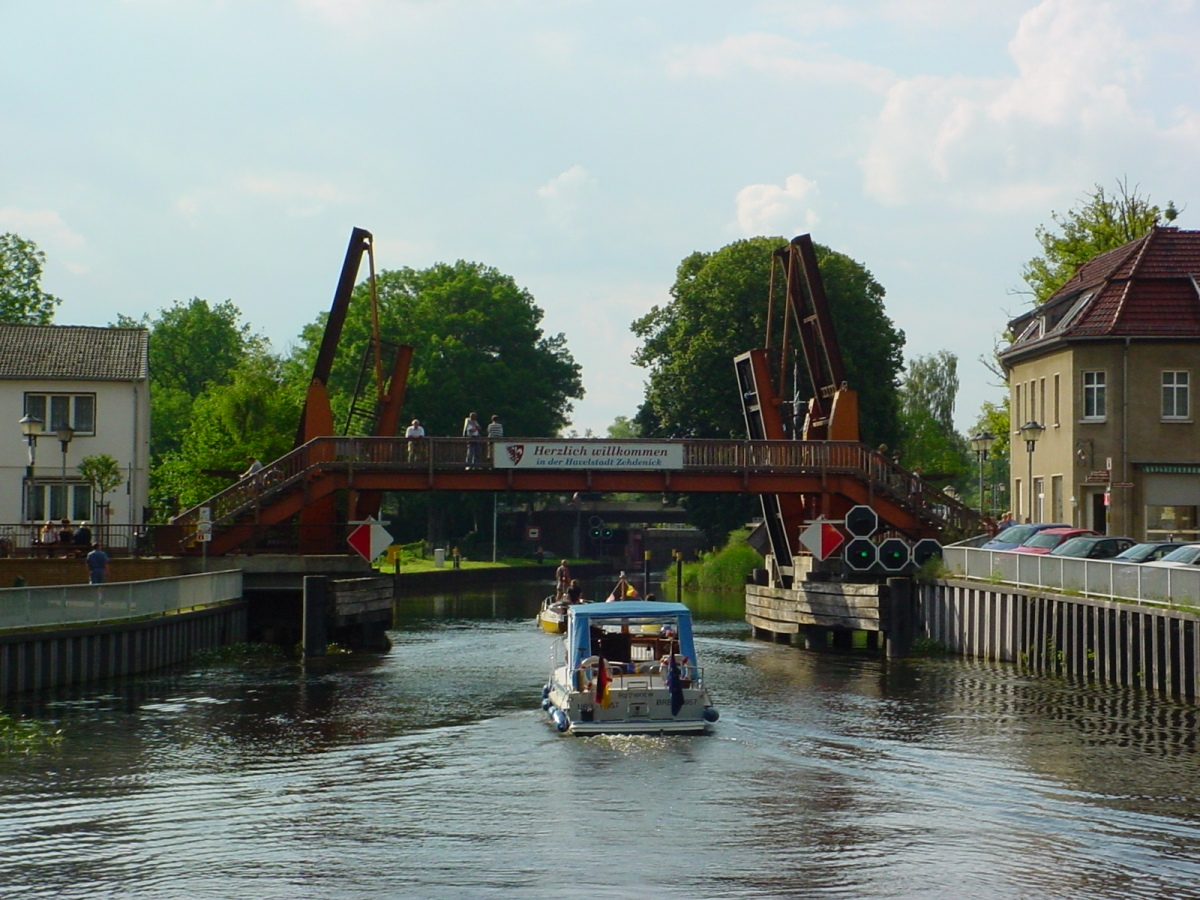
Hastbrücke in Zehdenick
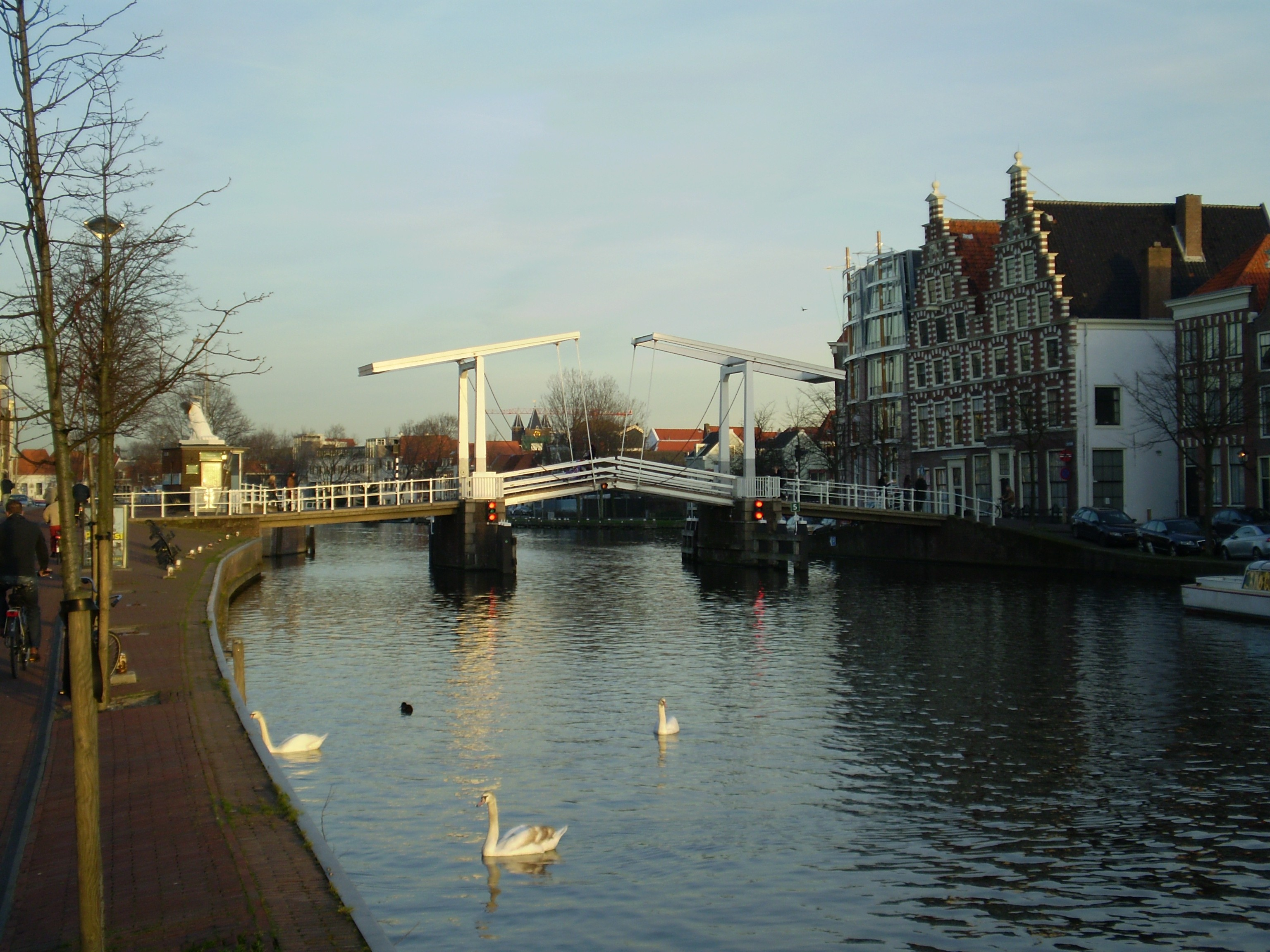
Gravestenebrug in Haarlem
Ziegelgrabenbrücke in Stralsund
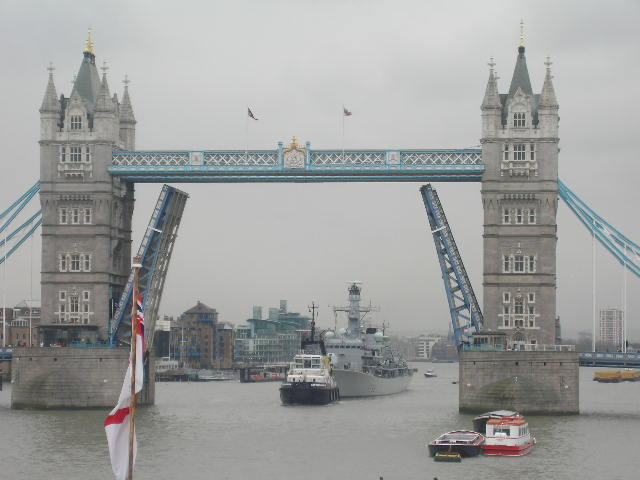
Tower Bridge in London
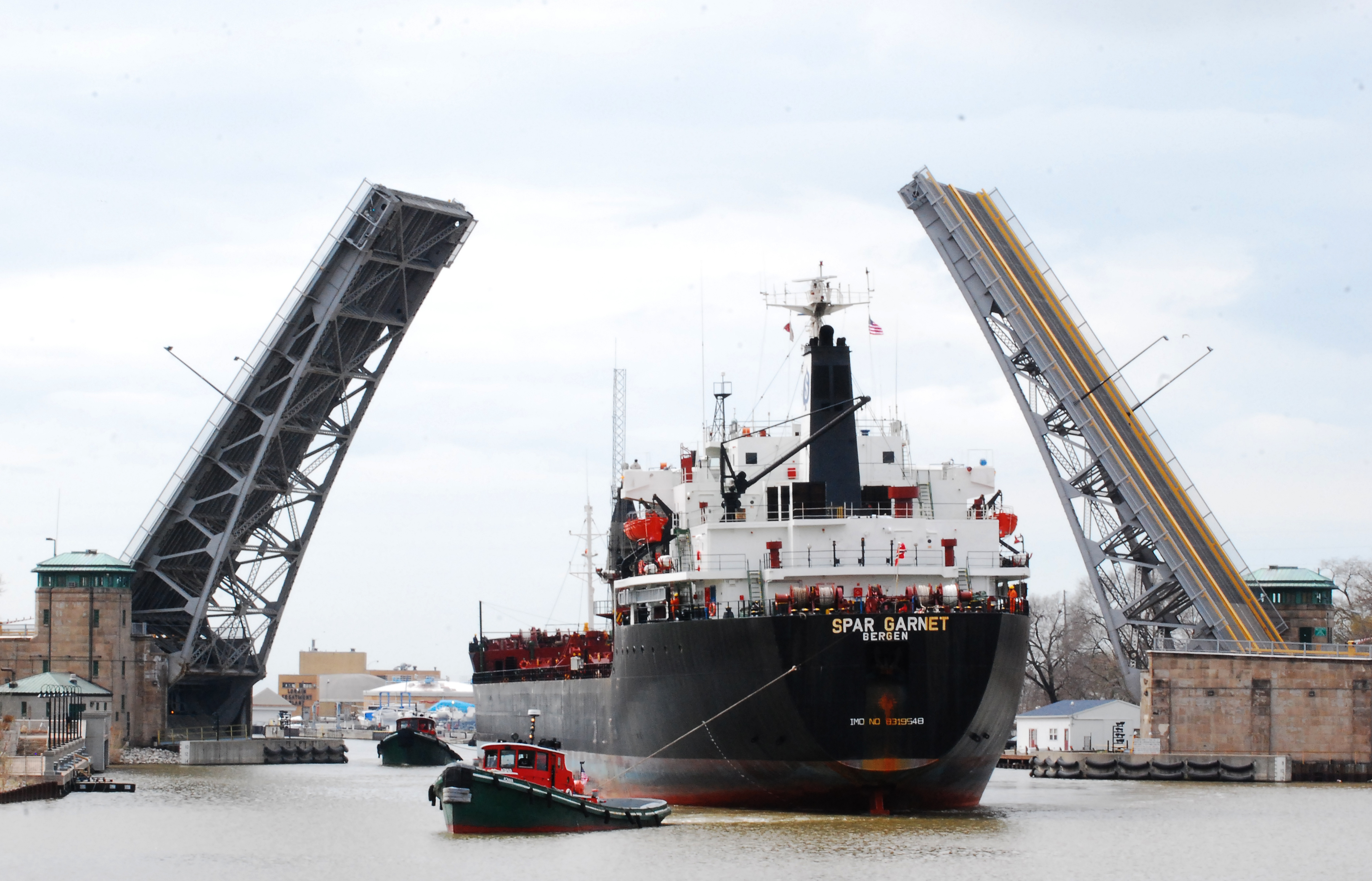
Charles Berry Bridge, Lorain, Ohio
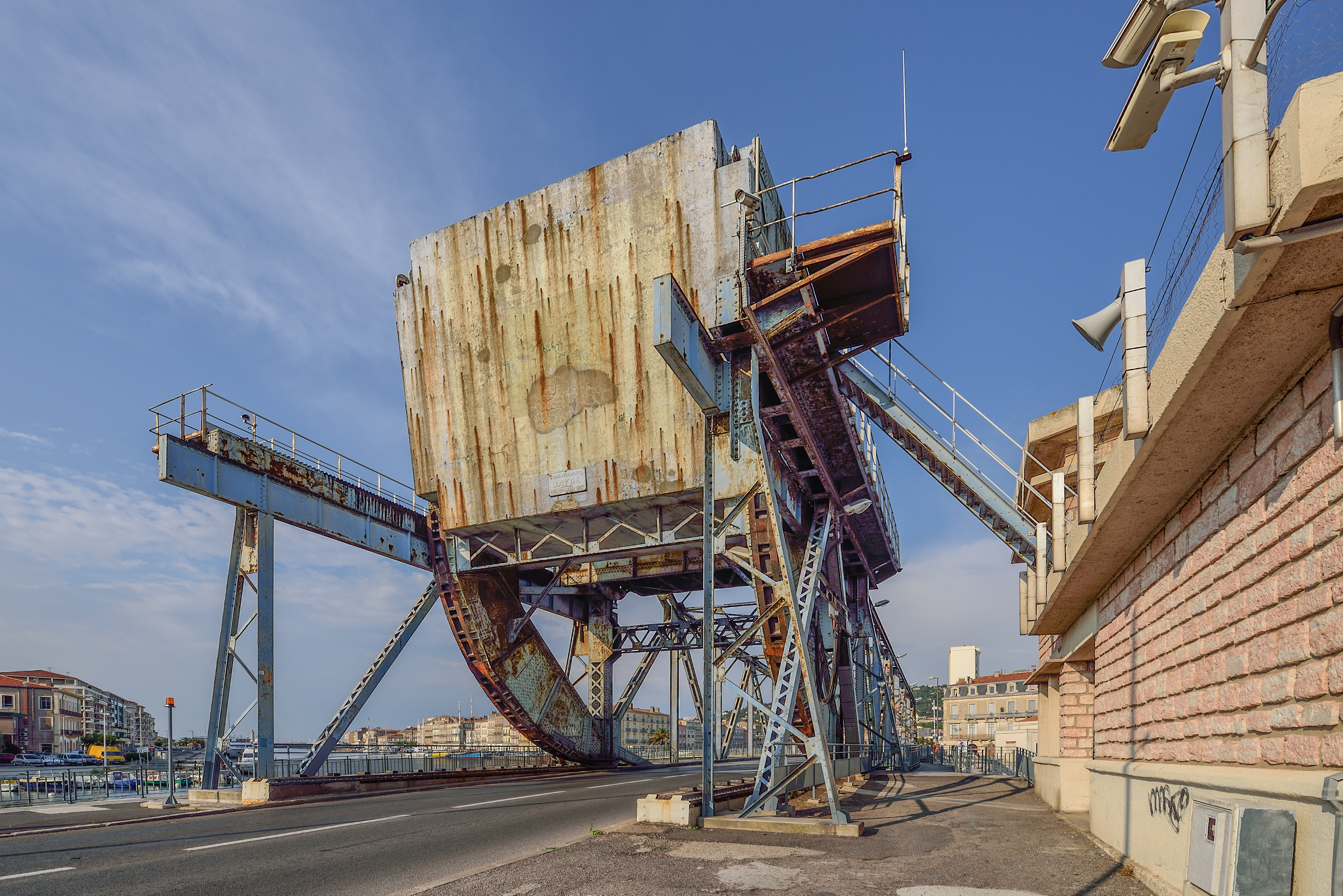
Pont du Tivoli in Sète, Frankreich
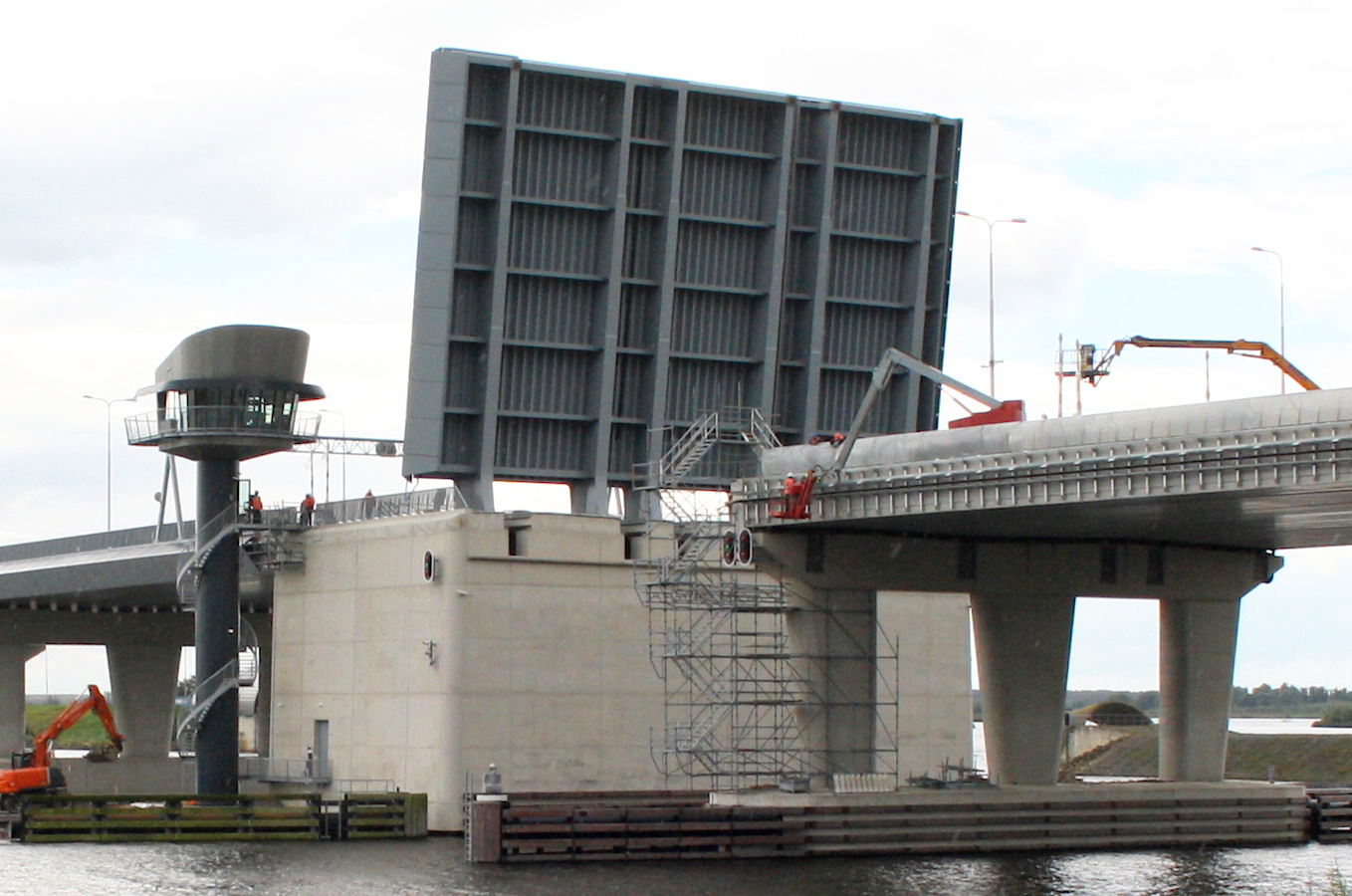
Ramspolbrug, Niederlande

## Umnutzung einer stillgelegten Klappbrücke in Frankreich
Eine stillgelegte Klappbrücke Pont basculant de la Seyne-sur-Mer in La Seyne-sur-Mer wurde permanent hochgeklappt und in einen Aussichtsturm umgewandelt.